# Vincent Connare
Vincent Connare (Boston, 1960) és un ex-membre de Microsoft que treballava al departament de disseny de fonts. Entre les seves creacions hi ha la font Comic Sans, i la font Trebuchet MS, tots dos insígnies de les versions actuals de Microsoft Windows i Mac OS. A més de realitzar aquests dos tipus de fonts, va crear la font Marlett, que s'ha utilitzat com a Interfície d'usuari per les icones a Microsoft Windows des de l'any 1995, i part de la creació de la font Webdings, que va ser utilitzada per primera vegada amb Internet Explorer.